# TKS (宇宙船)

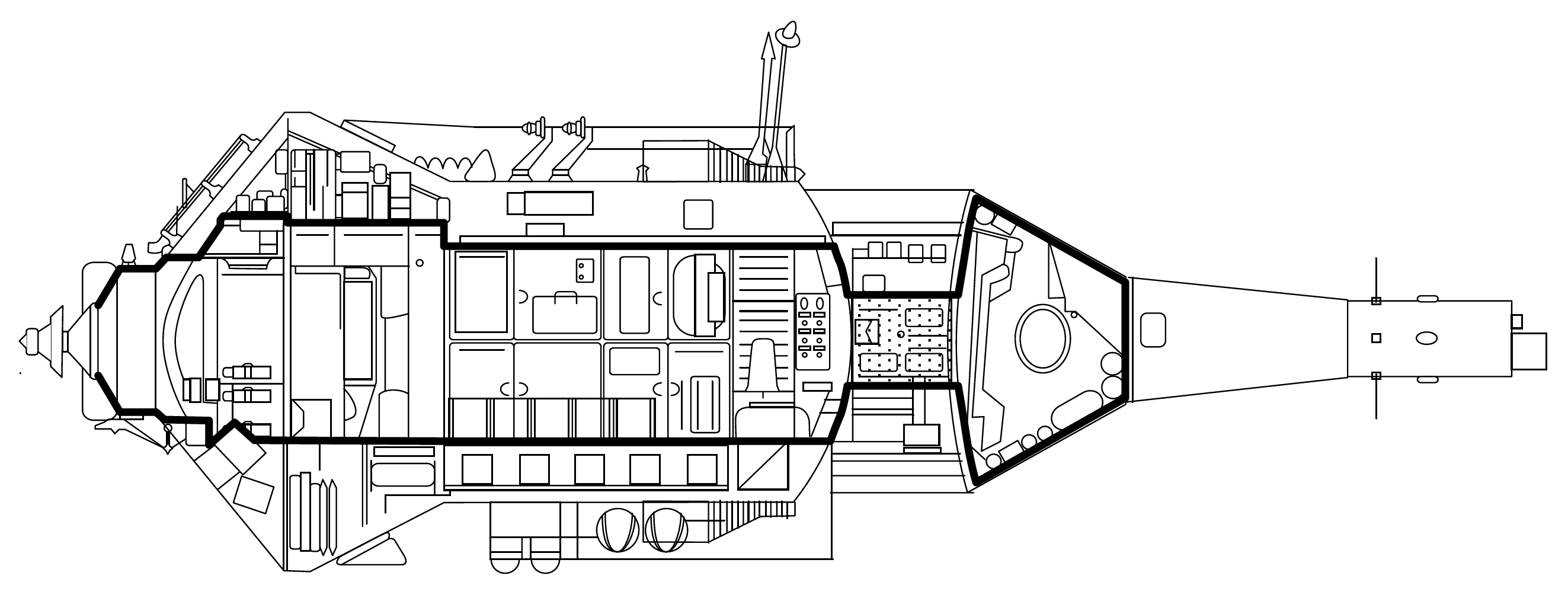
TKSの断面図。太線内が与圧区画。

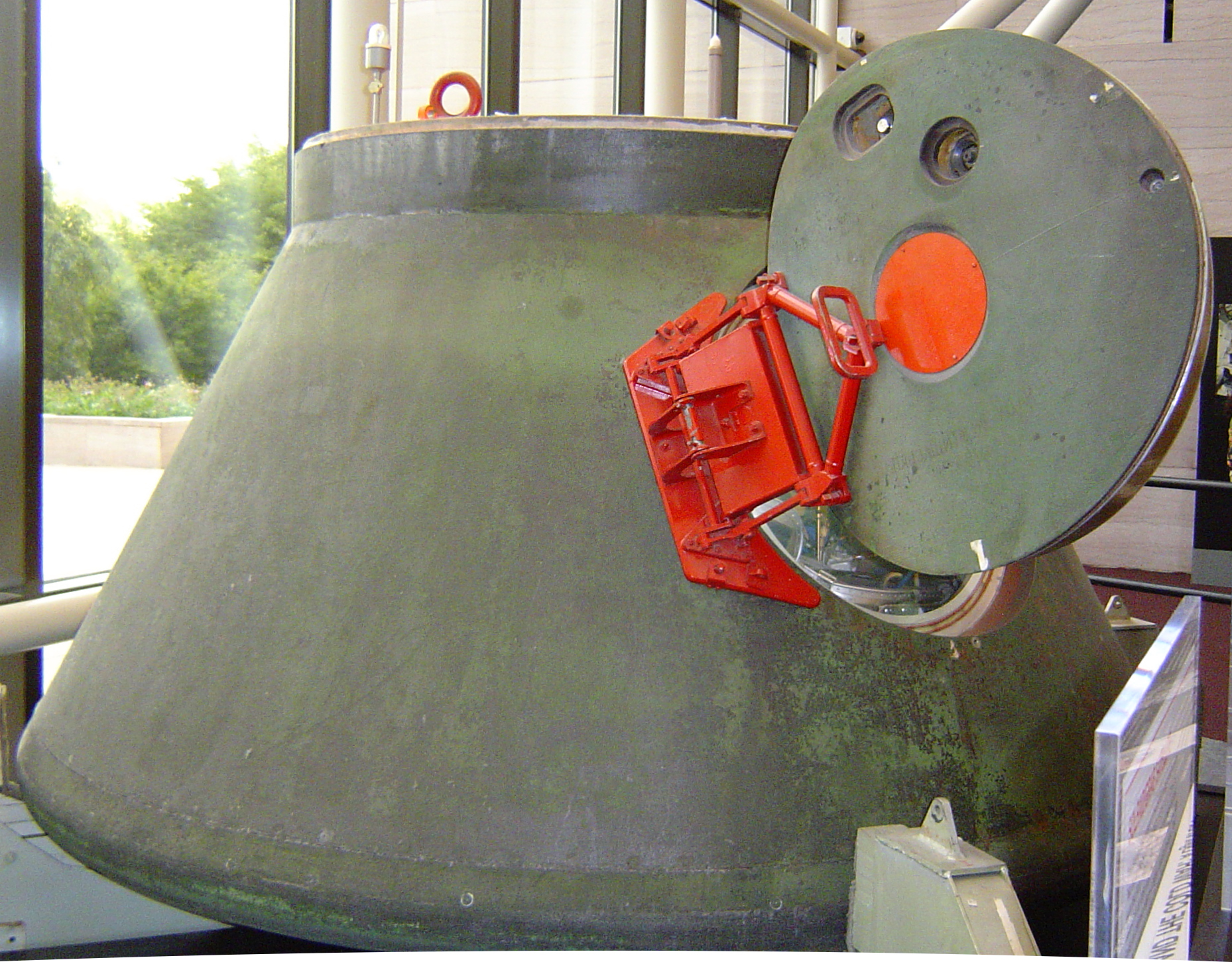
コスモス1443号の帰還カプセル。

TKS（ロシア語: ТКС, Транспортный корабль снабжения）（直訳すると「補給輸送船」を意味する）は、1970年代から1980年代にかけてソビエト連邦が使用した、宇宙ステーションへの人員・物資補給用の宇宙船。ソユーズ宇宙船の2.5倍以上の重量を持ち、打ち上げにはプロトンロケットが用いられた。
1965年、ソ連はアルマースと呼ばれる軍事宇宙ステーションの開発を始めた。これに人員や物資を輸送する手段として作られたのがTKSである。試験飛行は1976年に始まり、1981年には無人の補給ミッションの準備が整った。
しかしアルマース計画は1978年の時点で既に中止されていた。TKSは代わりに非軍事目的のサリュート6号と7号への補給に用いられたが、3回飛行しただけで1985年に退役した。乗員3名を乗せて打ち上げが可能なように設計されていたが、有人飛行は一度も行われなかった。
TKSは宇宙船としては成功しなかったが、その設計はクバントやザーリャなどの宇宙ステーションのモジュールに流用されており、これらをTKS型モジュールもしくはTKS型と称する。

## 設計
TKSは、ソユーズ宇宙船やアポロ宇宙船と同じように、機体の一部のみがカプセルとして地上に帰還する方式をとっていた。TKSの帰還カプセルはVAあるいは11F74と呼ばれた。アポロ司令船に似た円錐形をしていたが、より小型で、再使用が可能だった。カプセルの上には帰還用の減速ロケットを備えたモジュールが、さらにその上には緊急脱出システムが結合していた。
カプセルの下部にはFGB（または11F72）と呼ばれる円筒形の与圧モジュールが結合していた。乗員はVAカプセルの底面に設けられたハッチを通じてVAとFGBを自由に行き来できた。このモジュールによりTKSは45m3という広い内部空間を確保していた（比較としてソユーズ宇宙船の容積は9m3程度しかない）。
FGBモジュールの尾部には、アルマースとドッキングするための覗き窓や制御装置、アンテナ、ドッキングポートが配置されていた。また、8個の小型再突入カプセルが用意され、ステーションにおける偵察活動で取得したフィルムを地上へ送り届けるために用いられる予定だった。

## 飛行
TKSに関連した宇宙飛行は合計7回（打ち上げに失敗した1回を除く）で、その全てがコスモス衛星として公表された。4回はVAカプセルのみを使用した大気圏再突入の実験であり、TKSが完全な形で飛行したのは4回だけだった。
- 1976年12月5日 - コスモス881号・882号 - カプセルのみを二機同時打ち上げ。
- 1977年7月17日 - コスモス929号 (TKS-1) - TKS全体の最初の試験飛行。
- 1977年8月5日 - カプセルの打ち上げに失敗
- 1978年3月30日 - コスモス997号・998号 - カプセルのみを二機同時打ち上げ。
- 1979年5月23日 - コスモス1100号・1101号 - カプセルのみを二機同時打ち上げ。
- 1981年4月25日 - コスモス1267号 (TKS-2) - サリュート6号とドッキング。
- 1983年3月2日 - コスモス1443号 (TKS-3) - サリュート7号とドッキング。
- 1985年9月27日 - コスモス1686号 (TKS-4) - サリュート7号とドッキング。最後の飛行。

TKSと対になるはずだったアルマース宇宙ステーションは、TKSの試験期間中に大幅な計画見直しが行われ、1978年に有人計画は中止となった。このためTKSの開発を続ける意義は失われ、短命に終わった。